# Stowarzyszenie Świeckich Pracowników Watykanu
Stowarzyszenie Świeckich Pracowników Watykanu (wł. Associazione Dipendenti Laici Vaticani; ADLV) – jedyny związek zawodowy w Watykanie.
Stowarzyszenie powstało w 1985 roku, a pierwszy zorganizowany przez nich strajk odbył się w 1988 roku. W 1992 roku, poprzez kampanię masowych rezygnacji z pracy, związek wywalczył emerytury dla pracowników świeckich. 
Został formalnie uznany przez kościelne władze w 1993 roku.
ADLV należy do Międzynarodowej Konfederacji Związków Zawodowych.